# Zuellig Pharma
Zuellig Pharma ist ein Dienstleistungsunternehmen im Gesundheitswesen mit Sitz in Singapur. Über 12’000 Mitarbeitende sind in 13 Ländern in Asien beschäftigt. Zuellig Pharma ist hauptsächlich in den asiatischen Pharmamärkten tätig und beliefert über 350’000 Krankenhäuser, Kliniken, Arztpraxen, Apotheken und NGOs mit medizinischen Produkten.

## Geschichte
Zuellig Pharma wurde 1922 durch Frederick Zuellig gegründet.
Die Firma ist in Familienbesitz. Stephen Zuellig, der 2017 im Alter von fast 100 Jahren gestorben ist, und sein Sohn Peter Zuellig haben die Firma geführt. Seit Juli 2020 wird das Unternehmen von John Graham als CEO geleitet.

## Operationen
Das Unternehmen entwickelte die auf Blockchain-Technologie basierende eZTracker-App. Diese ermöglicht die Authentifizierung von Medikamenten. eZTracker wird gegenwärtig in Thailand und anderen asiatischen Märken benutzt.
2021 hat Zuellig Pharma in Korea die ersten Elektro-Lieferfahrzeuge für den Nah- und Stadtverkehr eingeführt. Die gesamte Fahrzeugflotte wird bis 2025 komplett auf die Elektrotechnologie umgestellt.
Zuellig Pharma Korea beliefert L’Oréal La Roche-Posay Hautpflegeprodukte an Krankenhäuser und Kliniken.

## COVID-19
Zuellig Pharma hat während der COVID-19-Pandemie die Kühlketten-Kapazitäten ausgebaut, um die Verteilung von temperaturempfindlichen Impfstoffen gewährleisten zu können. Das Unternehmen war für die Verteilung von 25 Millionen Impfdosen in Taiwan und 3,7 Millionen Dosen in Thailand verantwortlich. Zuellig hat ebenfalls den Antrag für die Zulassung der Moderna Vakzine für die Anwendungen in Notfallsituationen in den Philippinen eingereicht.